# Jan Storm
Jan Storm, né vers 1425 à Bruxelles et mort dans sa ville natale le 3 mai 1488, est un chanoine augustin, prédicateur et enlumineur.

## Biographie
En 1447, Storm entra au monastère des chanoines réguliers du Trône de Notre-Dame à Ouwen-Grobbendonk près d'Herentals.  Ce prieuré s'était affilié à la congrégation de Windesheim, cheville ouvrière de la dévotion moderne.  À cette époque, Storm était déjà un enlumineur habile.  Avant de devenir prieur du monastère, Storm avait été son procurateur.  Il était le guide spirituel des sœurs de Grobbendonk et prêchait sur la vie et la mort de Jésus avec une emphase inhabituelle. 
Il fut désigné comme recteur d'une modeste communauté de religieuses réformées établie dans la forêt de Soignes à Braine-l'Alleud : le prieuré de l'Ermite.  
De façon irréconciliable, Storm s'insurgea contre la dépravation dans un couvent en Brabant, revendiquant que celui-ci soit dissous.  Il essaya de faire admettre par les autorités civiles et religieuses bruxelloises que le couvent des sœurs blanches ou Victorines était une honte pour la ville et pour la religion.  N'ayant pas obtenu l'appui nécessaire, il se tourna vers la duchesse, qui l'aida à réaliser son projet : la prieure Barbara van Masenzele fut expulsée par Philippe le Bon en 1456 et les chanoinesses régulières du prieuré de l'Ermite, un monastère qui se trouvait près de Sept-Fontaines à Braine-l'Alleud et qui avait été détruit par un incendie, reprirent la place des sœurs blanches en adoptant, vers 1456-1457, la règle de saint Augustin et en s'affiliant au chapitre de Windesheim.  Storm devint en 1457 commissaire, et plus tard recteur, de ce monastère, Ter Rose geplant in Jericho ou « Porta Coeli » à Bruxelles.  Pendant 31 ans et jusqu'à sa mort, il fut le père spirituel de cette communauté religieuse.

## Sermons
Les sermons qu'il faisait les dimanches et jours fériés n'ont été conservés qu'en partie, dans deux recueils en moyen néerlandais.  Il est probable qu'une partie de ses sermons n'a jamais été prononcée telle quelle.
Quatre manuscrits médiévaux contiennent des sermons de Storm ; trois d'entre eux ont des prologues dans lesquels les sœurs indiquent qui a noté les sermons et pourquoi elles ont compilé les volumes.
Deux compilations contiennent l'intégralité des sermons conservés. 
La première de ces compilations est transmise par deux manuscrits de la Bibliothèque royale de Belgique à Bruxelles.  Cette compilation se compose de 78 sermons, faits entre 1459 et 1464, et enregistrés de sa bouche par sœur Maria van Pee, sa fille spirituelle et, plus tard, prieure du monastère.  Dans le premier des manuscrits, 4367-4368, en provenance du couvent de Jéricho, la partie qui comprend les sermons de Storm a été achevée le 10 août 1466.  L'autre manuscrit est inventorié comme 402 IV.
Le deuxième recueil, comprenant 43 sermons faits entre 1468 et 1470, a été compilé par une sœur non identifiée.  Elle a fait usage de rouleaux, de vieilles lettres et de quaternes écrits de la main de Storm lui-même, et de notes de sœur Barbara Cuyermans.  Ce recueil n'est transmis que par le manuscrit II 298 de la Bibliothèque royale de Belgique à Bruxelles, bien qu'il y ait encore trois sermons du second recueil dans un manuscrit de la bibliothèque de l'Université de Gand.

## Littérature
- (nl) Axters, St. G., Bijdragen tot een bibliographie van de Nederlandsch Dominikaanse vroomheid, III, dans : Ons Geestelijk Erf, 7, 1933, p. 16-17, no 231 ;
- (nl) Axters, St. G., Geschiedenis van de vroomheid in de Nederlanden, volume 3, De Sikkel, 1960, p. 139 ;
- (nl) Axters, St. G., Bibliotheca Dominicana Neerlandica manuscripta 1224-1500, Louvain, 1970, p. 31 (Bibliothèque de la Revue d'histoire ecclésiastique, 49) ;
- (nl) Deschamps, J., Jan Storm, Preken, dans : Middelnederlandse handschriften uit Europese en Amerikaanse bibliotheken, 1970 ;
- (fr) Gheyn, J. Van den, Catalogue des manuscrits de la Bibliothèque royale de Belgique, III, Bruxelles, 1903, p. 232-235 ;
- (nl) Prims, F., Drie ascetische schrijvers der Troonpriorij, Jan Storm († 1488), Jacob Roecx († 1527) en Cornelis Bellens († 1573), dans : Verslagen en Mededeelingen der Koninklijke Vlaamsche Academie voor Taal- en Letterkunde, 1932, p. 265-273 ;
- (nl) Reynders, Myrjam, Jan Storm (+1488) en zijn Middelnederlandse mariasermoenen: een historisch en thematisch onderzoek, Katholieke Universiteit Leuven, 1983 ;
- (nl) Stoop, Patricia, Uit het geheugen? Het gebruik van de Bijbel in conventspreken van Jan Storm, dans : De Middelnederlandse preek, Éd. Verloren, 2009 ;
- (nl) Vijftien jaar aanwinsten. Sedert de eerstesteenlegging tot de plechtige inwijding van de Bibliotheek, Bruxelles, Bibliothèque royale de Belgique, Bruxelles, 1969, p. 120-122, no 95.

## Sources
- (nl) Blok, D. P., Staatsinstellingen en recht circa 1100 - 1400, kerkelijk en godsdienstig leven circa 1070 - 1384, kunsten, typologisch overzicht van het bronnenmateriaal, Fibula-Van Dishoeck, 1982, p. 424 ;
- (nl) Bouwen door de eeuwen heen in Brussel: pt. B. Stad Brussel, Binnenstad H-O, Belgium. Bestuur voor Monumenten en Landschappen, Éd. Mardaga, 1993, p. 470-471 ;
- (fr) Le cinquième centenaire de l'imprimerie dans les anciens Pays-Bas: exposition à la Bibliothèque royale Albert Ier, [ 11 septembre-27 octobre 1973], Bibliothèque royale de Belgique, Bruxelles, 1973, p. 19 ;
- (nl) Deschamps, J., Middelnederlandse handschriften uit Europese en Amerikaanse bibliotheken. E.J. Brill, Leyde, 1972, seconde impression], p. 260 ;
- (fr) Lemaire, Claudine ; Henry, Michèle ; Rouzet, Anne, Isabelle de Portugal, duchesse de Bourgogne, 1397-1471, Bibliothèque royale de Belgique, Bruxelles, 1991, p. 71 ;
- (en) Mulder-Bakker, Anneke B., Seeing and knowing: women and learning in medieval Europe 1200-1550, Brepols, 2004 ;
- (nl) Oud Holland, volumes 52-53, Pays-Bas, Rijksbureau voor Kunsthistorische Documentatie, p. 142 ;
- (nl) Prims, Floris, Drie ascetische schrijvers der Troonpriorij, Jan Storm (+1488), Jacob Roecx (+1527) en Cornelis Bellens (+1573) , Vanderpoorten, 1932 ;
- (nl) Visscher, Lodewijk Gerard, Beknopte geschiedenis der Nederlandsche letterkunde, volumes 1-2, Dannenfelser en Doorman, 1851, p. 134-135.